# Queensland Agricultural Journal
Queensland Agricultural Journal (abreviado Queensland Agric. J.) es una revista científica con ilustraciones y descripciones botánicas que es publicada en Australia por el Departamento de Agricultura de Queensland desde 1897 hasta ahora, publicada en dos series, una primera serie desde 1897 hasta 1913 con 31 números y una nueva serie desde 1914 hasta ahora.